# Tejo (deporte)

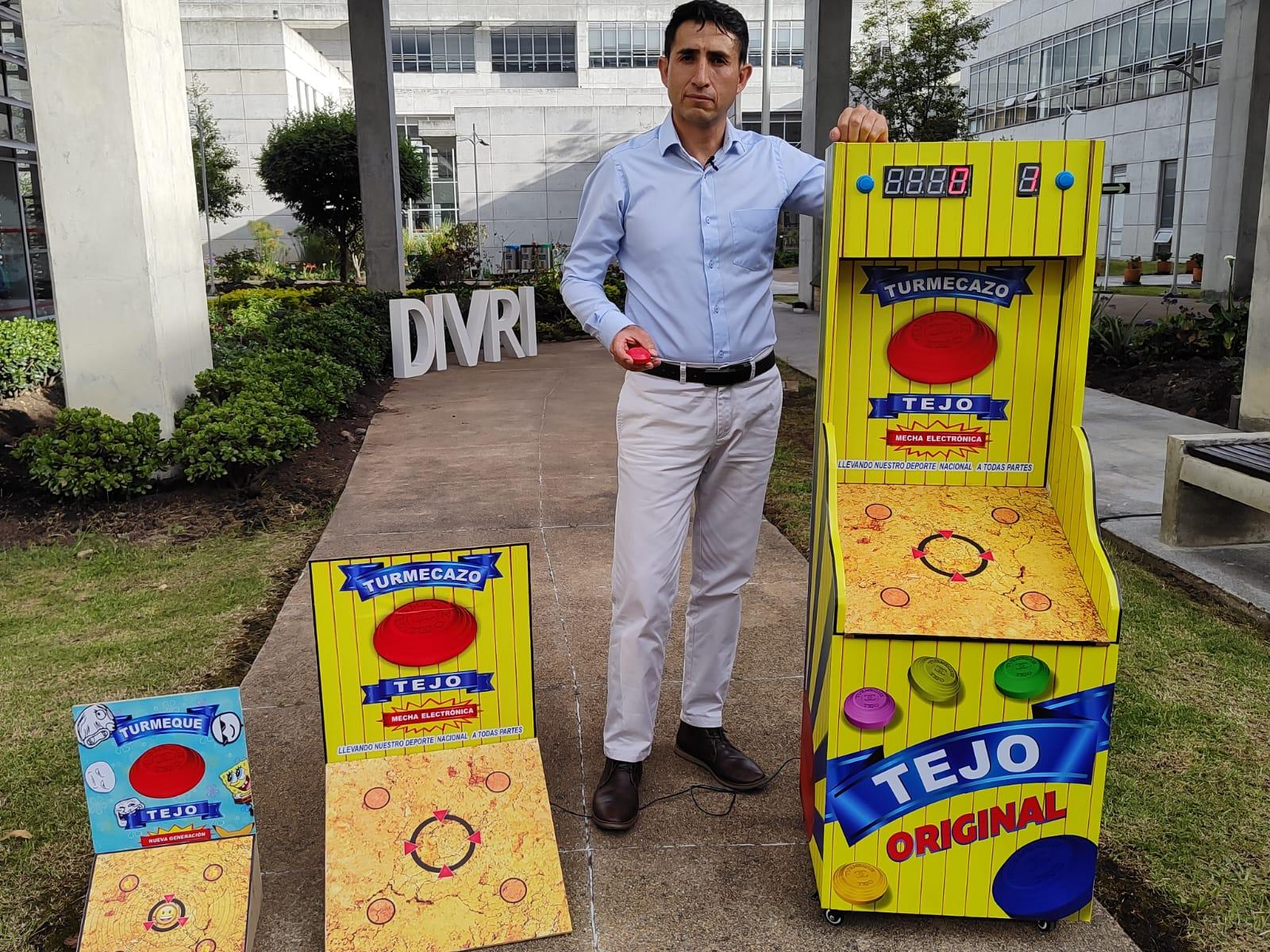
las nuevas generaciones del deporte nacional

El tejo o  turmequé es un deporte que consiste en lanzar un disco metálico de aproximadamente 680 gramos a unas canchas de embocinada (ubicadas una en cada extremo), en una cancha de juego de 19.5 metros de largo y 2.5 metros de ancho, para hacer estallar una mecha que se encuentra ubicada dentro de la caja (de greda) en el borde superior interno del bocín y así ir sumando puntos. Autóctono de la Región Andina de Colombia, practicado en varios países en especial en Suramérica.
El tejo está determinado por la Ley 613 de 2000 como «deporte nacional de Colombia», tiene reconocimiento por Ministerio del Deporte y el Comité Olímpico Colombiano, y está regido por la Federación Colombiana de Tejo (Fedetejo).
La Ley 1947 de 2019, al turmequé o tejo: lo declara como Patrimonio Cultural Inmaterial de la Nación (por su expresión cultural y deportiva); reconoce al municipio de Turmequé (Boyacá) como  su cuna principal; le define apoyo presupuestario; y determina la debida  promoción de este deporte en campeonatos regionales, nacionales e internacionales.

## Historia
Este deporte autóctono de Colombia, era practicado ya hace más de 500 años por los habitantes de la altiplanicie cundiboyacense en los departamentos de Cundinamarca y Boyacá.
El juego del turmequé; consistía en lanzar un disco de oro llamado "zepguagoscua", el cual evolucionó con los siglos en el juego del tejo practicado hoy en Colombia y de donde ha salido a sus países vecinos. Al popularizarse, el "zepguagoscua" fue sustituido por un disco de piedra y actualmente se usa uno de metal (tejo).
El tejo es un deporte de competencia, en el cual se enfrentan jugadores en forma individual o conformando equipos. El juego consiste en lanzar el tejo desde una cancha a la otra, con el objetivo de enterrarlo dentro del bocín, reventar una mecha o en su defecto, enterrarlo más cerca al bocín que los demás competidores.

## Instrucciones de juego
La finalidad del juego es la embocinada, por medio de lanzamiento de un tejo por jugador, con la finalidad de introducirlo en un bocín, en el cual se coloca una mecha; gana el jugador o equipo quien complete primero los 27 o 21 puntos (según la categoría), reventando la mayor cantidad de mechas, introduciendo el tejo en el bocín, agarrando algunas manos o haciendo moñonas. En el tejo se hacen competencias individuales y por equipos.
En el deporte del tejo se dan cuatro (4) clases de puntajes (jugadas) a saber: mano, mecha, embocinada o moñona. 

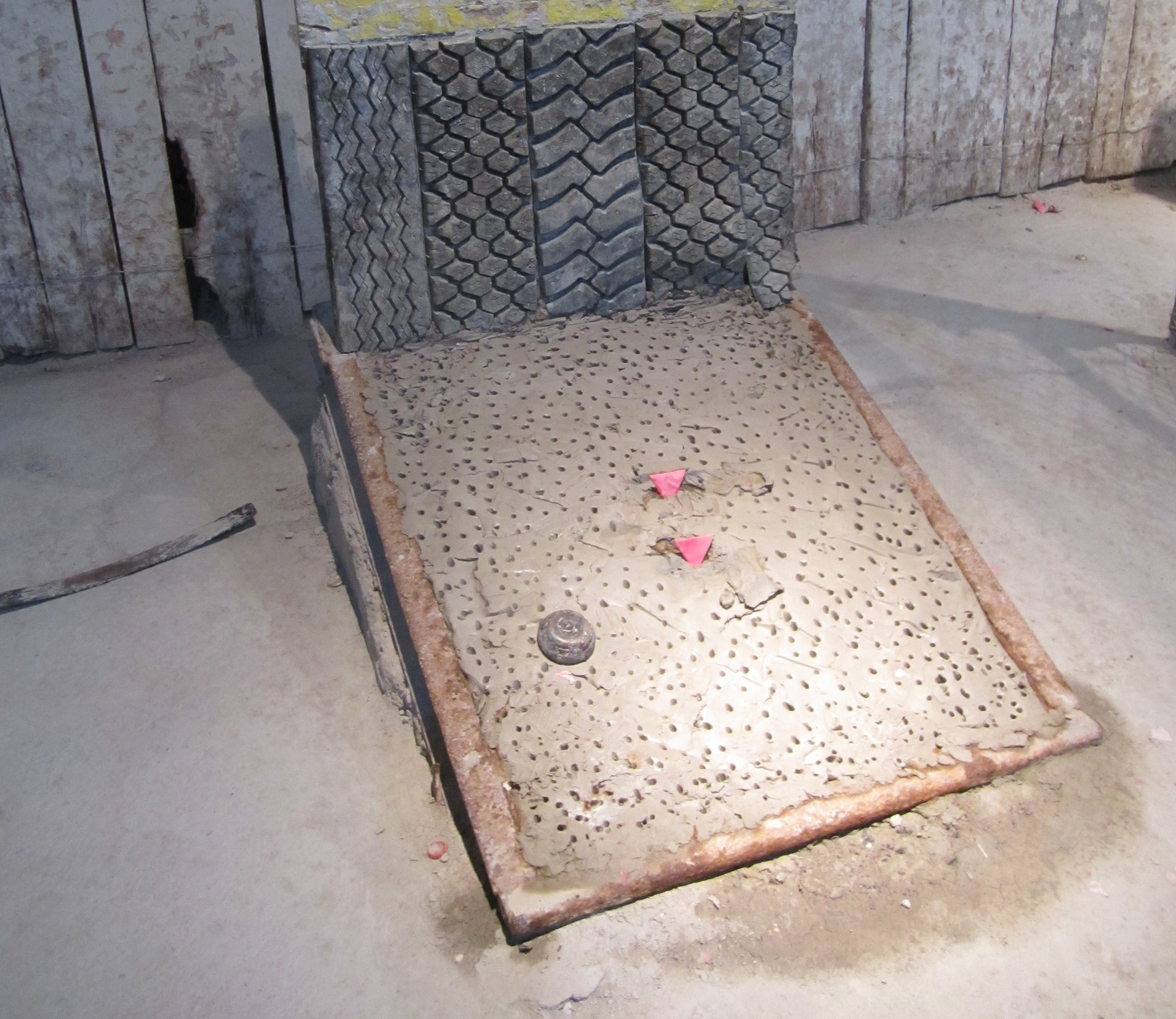
Turmequé o tejo.

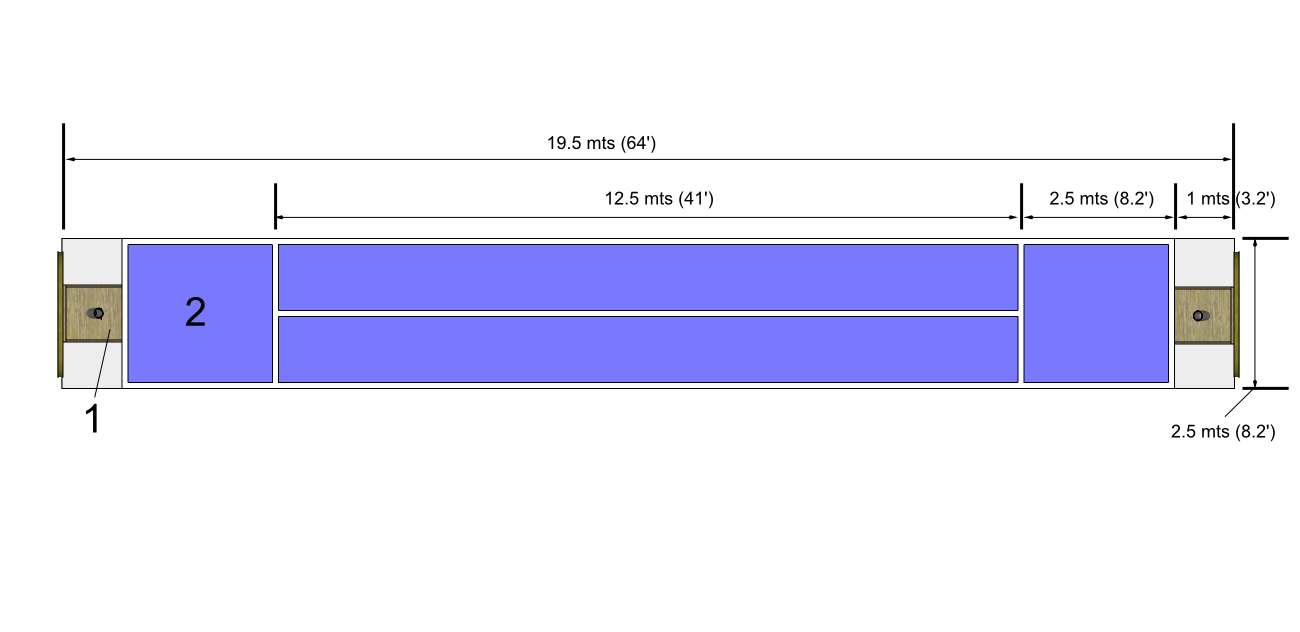
Medidas de la cancha de juego 1. Cancha de embocinada 2. Zona de lanzamiento.

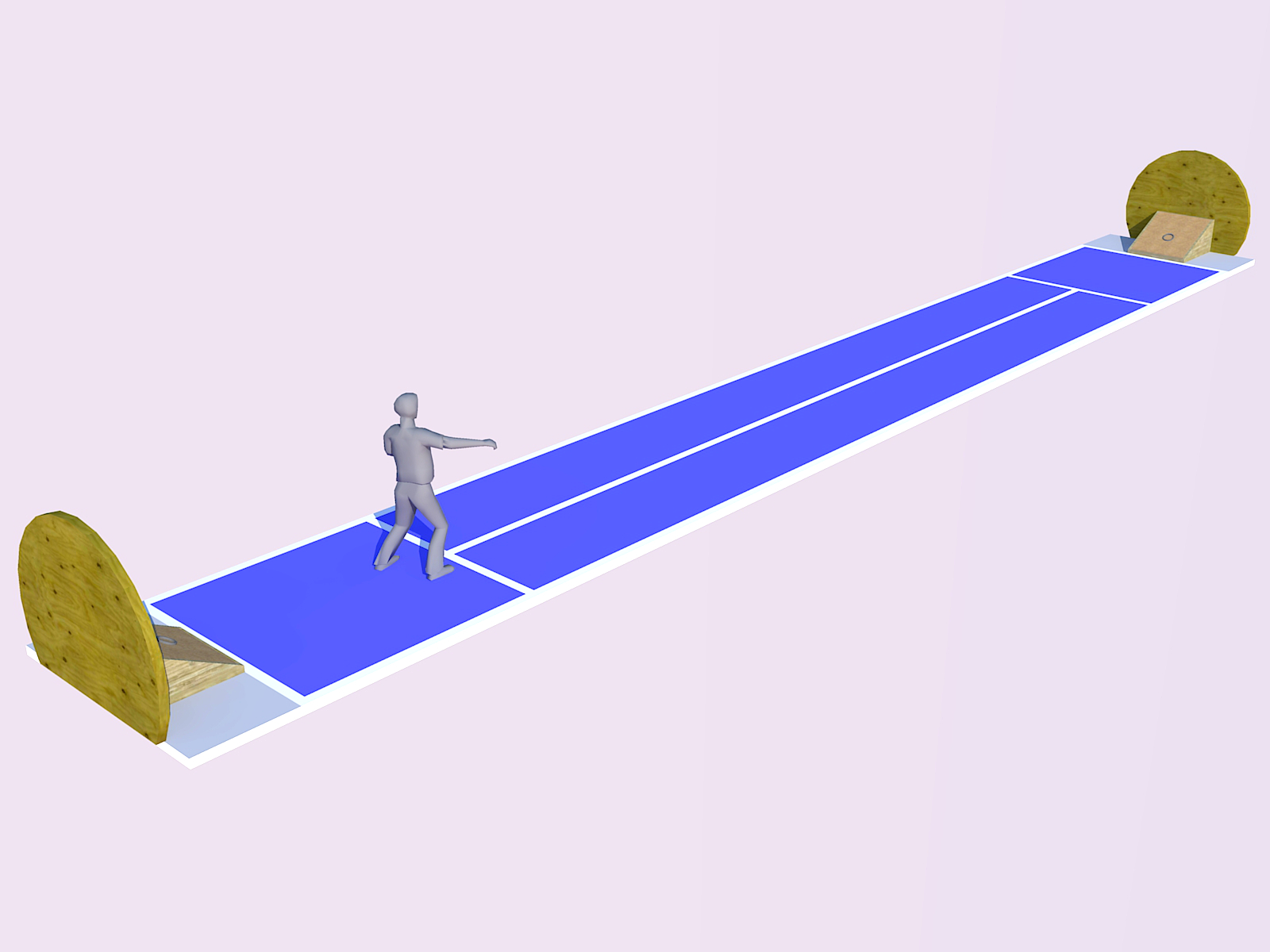
Cancha de juego de turmequé con persona.

Mano (1 punto). Se da jugada de mano cuando un tejo queda a un palmo menor y se ubica más cerca del borde interno del bocín. No se contabilizan mano: a) cuando dos (2) tejos queden colocados dentro del bocín y si son contrarios no habrá mano, b) Cuando un tejo cae dentro del bocín y es declarado embocinada no válida, tendrá prelación para la mano. 
Mecha (3 puntos). Se da jugada de mecha, cuando en forma reglamentaria, licita o válida, el tejo lanzado golpea la mecha y se produce explosión, llama o humo suficiente.
Embocinada (6 puntos). Se da jugada de embocinada cuando el tejo lanzado queda enterrado dentro del bocín y con la base superior hacia el tablero.
Moñona (9 puntos). Se da jugada de moñona cuando el tejo cae correctamente dentro del bocín (embocinada) y a su vez, explota simultáneamente la mecha.
Para que un lanzamiento sea válido, el tejo debe caer directamente sobre los objetivos, sin tener contacto con elementos externos como el piso, tablas, bordes de la cancha o demás locaciones.

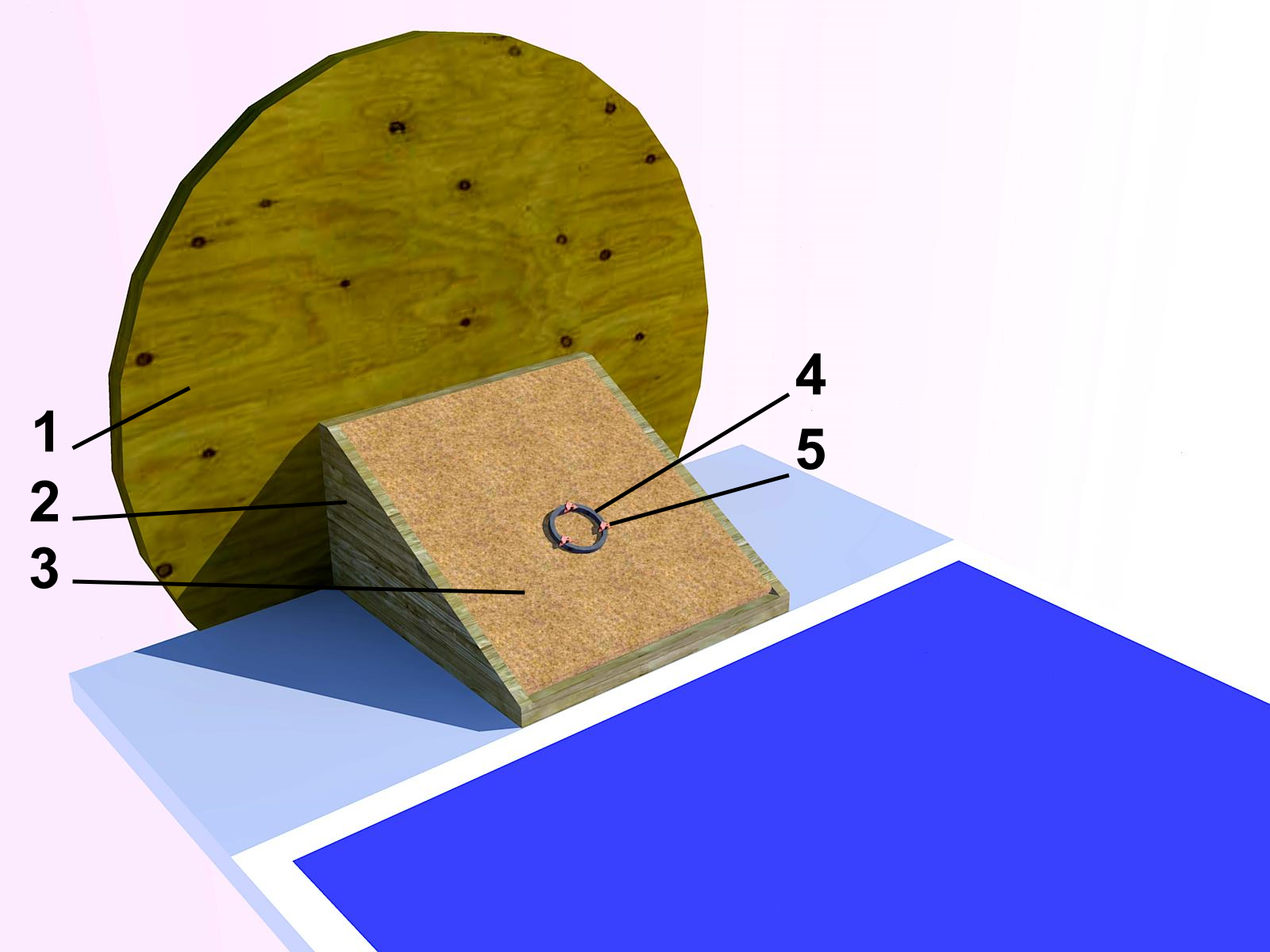
Cancha de embocinada: 1. tablero 2. caja 3. greda o plastilina 4. bocín 5. mecha.

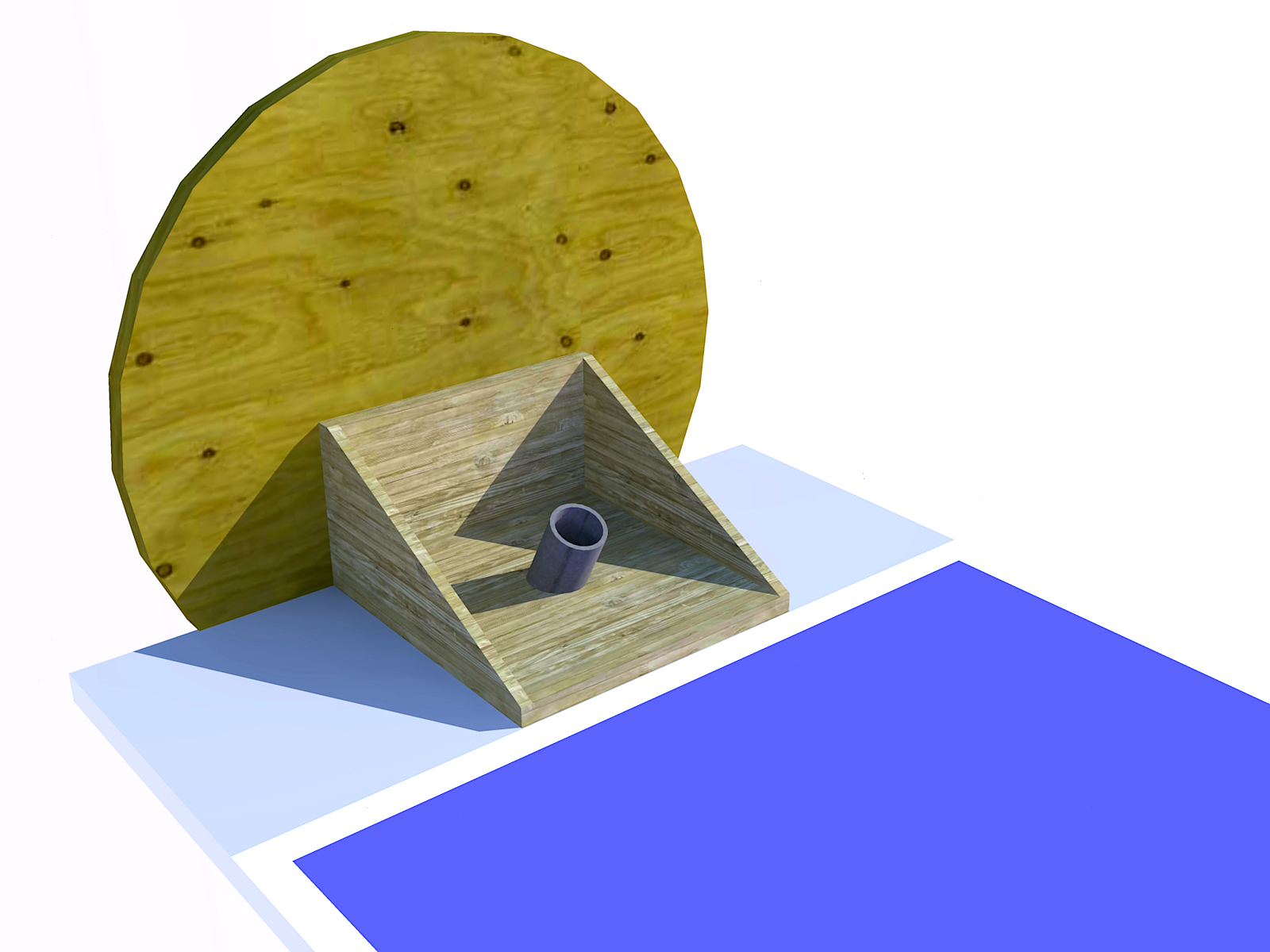
Cancha de embocinada (sin arcilla) con bocín visible.

## Elementos del tejo
Para realizar una partida de tejo se necesitan elementos técnicos, tales como:
1. Cancha de juego (área de juego): El área del campo de tejo debe ser de 19.5 metros de largo, por 2.5 metros de ancho. La distancia entre las canchas de embocinada es de 17.5 metros; el espacio definido para el lanzamiento es de 2.5 metros, a partir del borde de la caja.
2. Cancha de embocinada: son dos (2) canchas de embocinada, que están ubicadas una en cada extremo de la cancha de juego, donde se asignan los objetivos (bocín y mecha); y están compuestas cada una por:
2.1. tablero: de madera, de una altura de 1.5 metros por un metro de ancho,
2.2. caja: de greda o plastilina, de un metro de ancho, por un metro de largo, con una altura de 35 cm en su parte posterior y de 5 cm en su parte delantera,
2.3. bocín: ubicado en el centro de la caja de greda con un diámetro interior de 11 cm y un grosor de 2 cm,
2.4. mecha: de pólvora en forma de triángulo equilátero de seis centímetros (6 cm),
2.5. marcador: letrero que es electrónico o manual para llevar la cuenta del puntaje.
3. Tejo: pieza metálica con medida máxima de 9 cm de diámetro en su base inferior, 4 cm de altura y un diámetro de 5.5 cm en su base superior.
4. Elementos para la limpieza del tejo: generalmente un costal de fique, gancho para sacar los tejos de la greda o plastilina, un pistón para alisar la superficie (elemento metálico con el que se pisa la superficie de la greda o plastilina).

## Internacionalización
El turmequé ha llegado a varios países de Sudamérica y de Europa. Por ejemplo en Venezuela se práctica hace más de 20 años en competición profesional, ejemplo de ello está la Liga de Tejo del Centro Occidente de Venezuela.  Los jugadores y equipos ecuatorianos y venezolanos son los rivales de los colombianos. También se juega en países como España, México, Estados Unidos y Perú.
En Venezuela está regido por la Liga Venezolana de Tejo Centro Occidente, que fue constituida el 9 de octubre del 2004 en el «Club de Tejo las Amelias», en la ciudad de Maracay en el Estado Aragua.

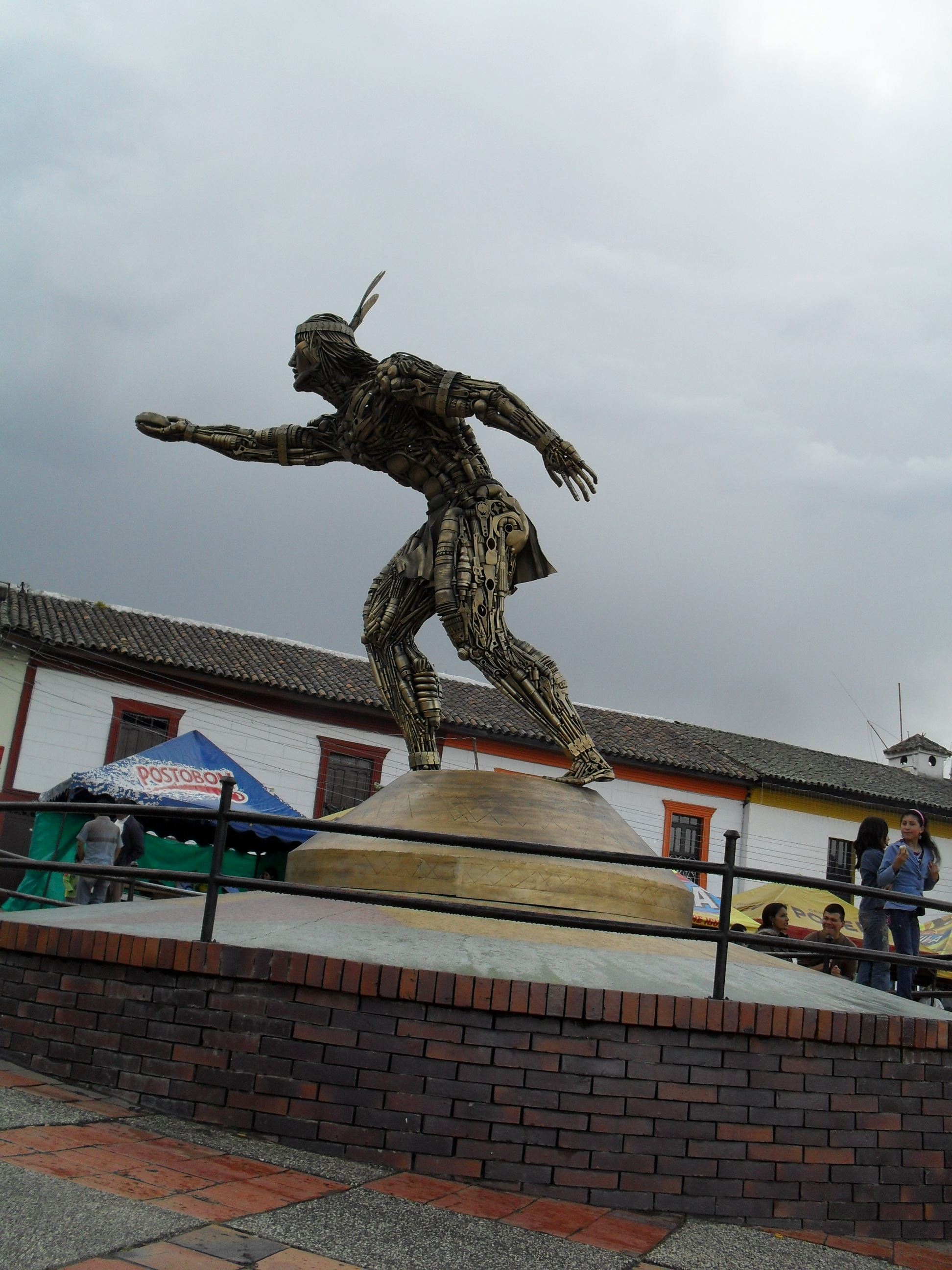
Estatua de indígena practicando el deporte de tejo o turmequé en el municipio de Turmequé, Boyacá.

## Popularidad y deporte insignia de Colombia
La región donde se encuentra el mayor número de campos es el Altiplano Cundiboyacense. El juego fue nombrado deporte nacional de Colombia el 4 de septiembre de 2000 por el Congreso de la República de Colombia.
Recientemente se lanzó la primera página de noticias dedicada exclusivamente al tejo. «Careador». Archivado desde el original el 6 de octubre de 2016. Consultado el 27 de julio de 2019.

## Variedades
Minitejo
Es una variedad muy conocida del tejo, su forma de jugar es idéntica al tejo, su única diferencia es que el campo, el tejo y la cancha son de menores dimensiones. El campo tiene aproximadamente 7 metros de largo, y su puntuación es la misma que en el tejo, 1 para la mano, 3 para la mecha, 6 al embocinar y 9 para la moñona y también se juega a 27 puntos.
Tecnotejo
Es una nueva modalidad similar al juego del tejo, donde se adecua a espacios urbanos, integra a las mujeres y a los jóvenes. Los puntajes son registrados en un tablero electrónico por equipos.Ideal para jugar en familia y amigos, mejora notablemente los temas de seguridad y lo hace apto para niños.